# Miroslav Ilić
Miroslav Ilić (n. 10 decembrie 1950, Mrčajevci⁠(d), RSF Iugoslavia) este un cântăreț și compozitor sârb. De-a lungul timpului a colaborat cu o serie de muzicieni din fosta Iugoslavie, printre care și Lepa Brena.

## Concerte
Pe data de 25 martie 2008, Miroslav Ilic a susținut un concert în Timișoara, la Restaurantul Lloyd, aflat în centrul orașului, în Palatul Lloyd.

## Melodii
- Savila se vita grana jablana (1965)
- Vesna stjuardesa (1972)
- Razboleh se pod tresnjama (1973)
- Zori, zori, dan se zabjelio (1973)
- Selo moje, zavicaju mio (1973)
- Oj, Moravo zelena dolamo (1973)
- Gina (1973)
- Vragolan (1974)
- Hiljadu suza (1974)
- Daleko si sada (1975)
- Sta je zivot (1975)
- Sta bi htela kad bi smela (1976)
- Boem (1976)
- Jelena (1977)
- Ja ne igram kako drugi svira (1977)
- Vino tocim a vino ne pijem (1978)
- Koliki je ovaj svet (1979)
- Otvor prozor, curice malena (1980) (în duet cu Dobrivoje Topalovic)
- Joj Rado, joj Radmila (1980)
- Gde si sada (1981)
- Zivela Jugoslavia (1984) (în duet cu Lepa Brena)
- Jedan dan zivota (1985) (în duet cu Lepa Brena)

1. ↑  IdRef, accesat în 2 mai 2020